# Liste des coureurs du Tour de France 1903

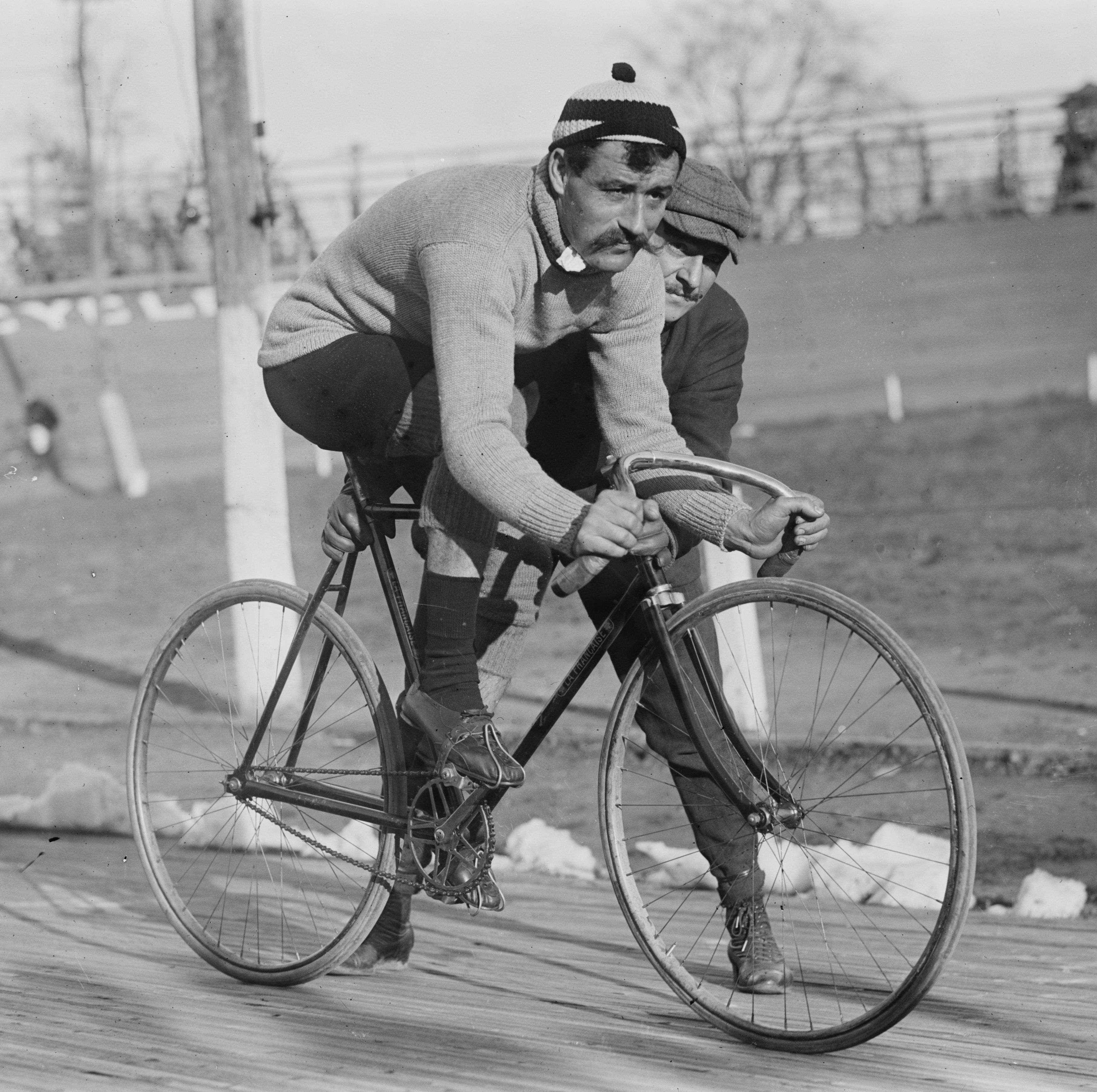
Léon Georget (ici en 1909), dossard no 10 du premier Tour de France.

La liste des coureurs du Tour de France 1903 répertorie l'ensemble des coureurs inscrits à l'épreuve dans sa globalité (qu'ils soient partants ou non) ainsi que les coureurs qui n'ont participé qu'à une ou plusieurs étapes sans être éligibles au classement général, comme le règlement du Tour de France 1903 le permettait.
Le règlement rend possible l’inscription à une étape isolée : vingt-cinq autres coureurs ont ainsi participé au Tour 1903. Il était également possible à la suite d'un abandon de participer à une des étapes suivantes : ainsi Charles Laeser a abandonné lors de la troisième étape, avant de remporter la quatrième étape.

## Coureurs inscrits au Tour de France 1903
Quatre-vingt coureurs furent inscrits à l'épreuve ; mais seuls cinquante-neuf d'entre eux prirent effectivement le départ de Paris. Le numéro de dossard indiqué est celui attribué par le journal L'Auto.
| La Française | La Française                | La Française |
| ------------ | --------------------------- | ------------ |
| Num          | Coureur                     | Pos          |
| 1            | Maurice Garin (FRA)         | Partant      |
| 2            | Gustave Pasquier, (FRA)     | Partant      |
| 12           | Jean-Baptiste Fischer (FRA) | Partant      |
| 32           | Victor Dupré (FRA)          | Partant      |
| 33           | Rodolfo Muller (ITA)        | Partant      |
| 40           | Eugène Jay (FRA)            | Partant      |
| 46           | Anton Jaeck (SUI)           | Partant      |

| Bicyclette Herstal | Bicyclette Herstal  | Bicyclette Herstal |
| ------------------ | ------------------- | ------------------ |
| Num                | Coureur             | Pos                |
| 3                  | Lucien Barroy (FRA) | Partant            |

| Bicyclette Crescent | Bicyclette Crescent         | Bicyclette Crescent |
| ------------------- | --------------------------- | ------------------- |
| Num                 | Coureur                     | Pos                 |
| 8                   | Hippolyte Aucouturier (FRA) | Partant             |

| Bicyclette Aiglon | Bicyclette Aiglon  | Bicyclette Aiglon |
| ----------------- | ------------------ | ----------------- |
| Num               | Coureur            | Pos               |
| 10                | Léon Georget (FRA) | Partant           |

| Bicyclette Gladiator | Bicyclette Gladiator     | Bicyclette Gladiator |
| -------------------- | ------------------------ | -------------------- |
| Num                  | Coureur                  | Pos                  |
| 14                   | Isidore Lechartier (FRA) | Partant              |
| 21                   | Jean Dargassies (FRA)    | Partant              |

| Bicyclette Primo | Bicyclette Primo     | Bicyclette Primo |
| ---------------- | -------------------- | ---------------- |
| Num              | Coureur              | Pos              |
| 22               | Émile Moulin (FRA)   | Partant          |
| 23               | Émile Fichtner (FRA) | Inscrit          |

| Bicyclette Jules Sales | Bicyclette Jules Sales | Bicyclette Jules Sales |
| ---------------------- | ---------------------- | ---------------------- |
| Num                    | Coureur                | Pos                    |
| 24                     | Jules Sales (BEL)      | Partant                |

| Bicyclette Humber | Bicyclette Humber | Bicyclette Humber |
| ----------------- | ----------------- | ----------------- |
| Num               | Coureur           | Pos               |
| 31                | Léon Habets (FRA) | Partant           |

| Bicyclette Champion | Bicyclette Champion   | Bicyclette Champion |
| ------------------- | --------------------- | ------------------- |
| Num                 | Coureur               | Pos                 |
| 43                  | Pierre Desvages (FRA) | Partant             |

| Bicyclette NSU | Bicyclette NSU      | Bicyclette NSU |
| -------------- | ------------------- | -------------- |
| Num            | Coureur             | Pos            |
| 44             | Léon Pernette (FRA) | Partant        |

| Bicyclette Brennabor | Bicyclette Brennabor | Bicyclette Brennabor |
| -------------------- | -------------------- | -------------------- |
| Num                  | Coureur              | Pos                  |
| 48                   | Josef Fischer (GER)  | Partant              |

| Individuels | Individuels                            | Individuels |
| ----------- | -------------------------------------- | ----------- |
| Num         | Coureur                                | Pos         |
| 4           | Charles Prévost (FRA)                  | Inscrit     |
| 5           | Alexandre Foureaux (FRA)               | Partant     |
| 6           | Henri Gauban (FRA)                     | Partant     |
| 7           | Louis Barbrel (FRA)                    | Partant     |
| 9           | Marcel Kerff (BEL)                     | Partant     |
| 11          | Eugène Brange (FRA)                    | Partant     |
| 13          | G. Dorlin (FRA)                        | Inscrit     |
| 15          | Benjamin Mounier (FRA)                 | Partant     |
| 16          | Adoplphe Dorion (FRA)                  | Inscrit     |
| 17          | Émile Pagie (BEL)                      | Partant     |
| 18          | Marcel Vallée-Picaud dit Valpic, (FRA) | Inscrit     |
| 19          | Gabriel Baraquin (FRA)                 | Inscrit     |
| 20          | Auguste Laprée (FRA)                   | Inscrit     |
| 25          | Paul Émile (FRA)                       | Inscrit     |
| 26          | Édouard Wattelier (FRA)                | Partant     |
| 27          | Claude Chapperon (FRA)                 | Inscrit     |
| 28          | Julien Lootens (BEL)                   | Partant     |
| 29          | René Salais (FRA)                      | Partant     |
| 30          | François Julien (FRA)                  | Inscrit     |
| 34          | Paul Rosa (FRA)                        | Inscrit     |
| 35          | Georges Leblais (FRA)                  | Inscrit     |

| Individuels (suite) | Individuels (suite)       | Individuels (suite) |
| ------------------- | ------------------------- | ------------------- |
| Num                 | Coureur                   | Pos                 |
| 36                  | Jean Bédène (FRA)         | Partant             |
| 37                  | Lucien Pothier (FRA)      | Partant             |
| 38                  | Armand Périn (FRA)        | Partant             |
| 39                  | Fernand Augereau (FRA)    | Partant             |
| 41                  | Ernest Pivin (FRA)        | Partant             |
| 42                  | Paul Mercier (SUI)        | Partant             |
| 45                  | François Beaugendre (FRA) | Partant             |
| 47                  | François Poussel (FRA)    | Partant             |
| 49                  | Ludwig Barthelmann (GER)  | Partant             |
| 50                  | Julien Girbe (FRA)        | Partant             |
| 51                  | Charles Laeser (SUI)      | Partant             |
| 52                  | Louis Trousselier (FRA)   | Inscrit             |
| 53                  | Georges Borot (FRA)       | Partant             |
| 54                  | Léon Durandeau (FRA)      | Partant             |
| 55                  | Léon Riché (FRA)          | Partant             |
| 56                  | A. Lassartigue (FRA)      | Partant             |
| 57                  | L. Fougère (FRA)          | Partant             |
| 58                  | Émile Torisani (FRA)      | Partant             |
| 59                  | Henri Charrier (FRA)      | Partant             |
| 60                  | I. Vermeulen (BEL)        | Inscrit             |

| Individuels (suite) | Individuels (suite)            | Individuels (suite) |
| ------------------- | ------------------------------ | ------------------- |
| Num                 | Coureur                        | Pos                 |
| 61                  | Pamateur (SUI)                 | Inscrit             |
| 62                  | Ferdinand Payan (FRA)          | Partant             |
| 63                  | Paul Trippier (FRA)            | Partant             |
| 64                  | Heni Ellinamour (FRA)          | Partant             |
| 65                  | Jean-Baptiste Zimmermann (FRA) | Partant             |
| 66                  | Marcel Lequatre (SUI)          | Partant             |
| 67                  | Arsène Millocheau (FRA)        | Partant             |
| 68                  | Léonard Vandendaelen (FRA)     | Inscrit             |
| 69                  | François Monachon (FRA)        | Partant             |
| 70                  | Yvel (FRA)                     | Inscrit             |
| 71                  | Aloïs Catteau (BEL)            | Partant             |
| 72                  | Louis Constant (FRA)           | Inscrit             |
| 73                  | Victor Lefèvre (FRA)           | Partant             |
| 74                  | Lucien Petit-Breton (FRA)      | Inscrit             |
| 75                  | Auguste Daumain (FRA)          | Partant             |
| 76                  | Gustave Guillarme (FRA)        | Partant             |
| 77                  | Charles Quetier (FRA)          | Partant             |
| 78                  | Philippe de Balade (FRA)       | Partant             |
| 79                  | Margot (FRA)                   | Inscrit             |
| 80                  | Walter Madorin (SUI)           | Inscrit             |

## Coureurs inscrits à une étape particulière uniquement

### 2eétape
Quelques coureurs se sont inscrits et ont participé spécialement à la 2e étape entre Lyon et Marseille.
| Bicyclette Libérator | Bicyclette Libérator | Bicyclette Libérator |
| -------------------- | -------------------- | -------------------- |
| Num                  | Coureur              | Pos                  |
| 100                  | Élie Monge (FRA)     |                      |

| Individuels | Individuels   | Individuels |
| ----------- | ------------- | ----------- |
| Num         | Coureur       | Pos         |
| 101         | Garrot (FRA)  |             |
| 102         | Colonna (FRA) |             |

| Individuels (suite) | Individuels (suite)   | Individuels (suite) |
| ------------------- | --------------------- | ------------------- |
| Num                 | Coureur               | Pos                 |
| 103                 | Paul Armbruster (FRA) |                     |
| 104                 | Frioi                 |                     |

### 3eétape
Quelques coureurs se sont inscrits et ont participé spécialement à la 3e étape entre Marseille et Toulouse.
| Individuels | Individuels                            | Individuels |
| ----------- | -------------------------------------- | ----------- |
| Num         | Coureur                                | Pos         |
| 110         | Colonna (FRA)                          |             |
| 111         | Marcel Vallée-Picaud dit Valpic, (FRA) |             |

### 4eétape
Quelques coureurs se sont inscrits et ont participé spécialement à la 4e étape entre Toulouse et Bordeaux.
| Individuels | Individuels          | Individuels |
| ----------- | -------------------- | ----------- |
| Num         | Coureur              | Pos         |
| 120         | Boisseau (FRA)       |             |
| 121         | Armante (FRA)        |             |
| 122         | Honoré Fossier (FRA) |             |
| 123         | Paul Émile (FRA)     |             |
| 124         | Louis Fabre (FRA)    |             |
| 125         | Camille Bière (FRA)  |             |

| Individuels (suite) | Individuels (suite)            | Individuels (suite) |
| ------------------- | ------------------------------ | ------------------- |
| Num                 | Coureur                        | Pos                 |
| 126                 | Maurice Dartigues (FRA)        |                     |
| 127                 | Jean-Baptiste Dortignacq (FRA) |                     |
| 128                 | David Dupont (FRA)             |                     |
| 129                 | Paul Armbruster (FRA)          |                     |
| 130                 | Desbordes (FRA)                |                     |

| Individuels (suite) | Individuels (suite)    | Individuels (suite) |
| ------------------- | ---------------------- | ------------------- |
| Num                 | Coureur                | Pos                 |
| 131                 | Édouard Chaudron (FRA) |                     |
| 132                 | Georges Lorgeou (FRA)  |                     |
| 133                 | Gouyon (FRA)           |                     |
| 134                 | Florane (FRA)          |                     |
| 135                 | Pujol (FRA)            |                     |

### 5eétape
Quelques coureurs se sont inscrits et ont participé spécialement à la 5e étape entre Bordeaux et Nantes.
| Bicyclette Peugeot | Bicyclette Peugeot | Bicyclette Peugeot |
| ------------------ | ------------------ | ------------------ |
| Num                | Coureur            | Pos                |
| 141                | R. Magdelin (FRA)  |                    |

| La Française | La Française   | La Française |
| ------------ | -------------- | ------------ |
| Num          | Coureur        | Pos          |
| 144          | H. Lesur (FRA) |              |

| Individuels | Individuels            | Individuels |
| ----------- | ---------------------- | ----------- |
| Num         | Coureur                | Pos         |
| 140         | Ambroise Garin (ITA)   |             |
| 142         | Daniel Roques (FRA)    |             |
| 143         | Édouard Chaudron (FRA) |             |